# Diệp Đức Huy
Diệp Đức Huy (tiếng Trung: 葉德輝; bính âm: Yè Déhuī; 1864 – 11 tháng 4 năm 1927) tự Hoán Bân (煥彬) hay Ngư Thủy (漁水), hiệu Trực Sơn (直山) là một nhà văn và chủ bút người Trung Quốc hoạt động trong triều đại nhà Thanh và Trung Hoa Dân Quốc. Phân vân giữa học thuật, buôn bán và công vụ trong những năm đầu sự nghiệp, ông trở thành một nhà sưu tầm sách và văn học hàng đầu. Trong học thuật, Diệp Đức Huy cùng Vương Tiên Nhiễm cùng được xưng "Trường Sa Vương Diệp", lại cùng Vương Khải Vận được xưng "Tương Đàm Vương Diệp". Ông bị chính phủ Cộng sản tử hình vì cáo buộc phản cách mạng.

## Đầu đời
Diệp Đức Huy sinh năm 1864 tại Trường Sa, Hồ Nam, là con trai của Diệp Vũ Thôn (叶雨村). Vào những năm Thái Bình Thiên Quốc, Diệp Vũ Thôn dời nhà từ huyện Ngô của Giang Tô đến Trường Sa của Hồ Nam. Diệp Vũ Thôn khi còn ở huyện Ngô đã hành nghề buôn bán, là một ông chủ vựa trái cây nhỏ. Sau khi chuyển đến Trường Sa, ông tiếp tục kinh doanh muối và tơ sống, dần trở thành một thương nhân phát đạt.
Từ năm 8 tuổi, Diệp Đức Huy bắt đầu việc học với những sách cổ như "Tứ thư", "Thuyết văn giải tự", "Tư trị thông giám" và "Ghi chép về ngôn hành của danh thần 5 triều" của Chu Hi. Năm 15 tuổi, ông từng theo cha học nghề buôn bán nhưng thời gian rất ngắn, chưa đến 3 tháng ông đã quay lại việc đọc sách. Đến năm 17 tuổi, ông bắt đầu theo học tại thư viện Nhạc Lộc. Diệp Đức Huy vốn không có hộ tịch huyện ở Hồ Nam, nhà họ Diệp không chỉ quyên tiền để lấy được hộ tịch huyện Tương Đàm, mà Diệp Vũ Thôn cũng được ban quan hàm "Hậu tuyển Trực Lệ châu Tri châu, nhị phẩm Phong điển". Năm 1885 dưới triều Quang Tự, Diệp Đức Huy thi đỗ cử nhân. Đến năm 1892, ông tiếp tục đỗ học vị tiến sĩ, được bổ nhiệm làm chủ sự tại Bộ Lại nhưng cảm thấy không hài lòng với chức vị này và rời khỏi sau vài tháng.

## Sự nghiệp
Khi là chủ bút và nhà xuất bản, Diệp Đức Huy được biết đến với tác phẩm Song mai cảnh yểm tùng thư (雙梅景闇叢書; tạm dịch Tuyển tập bóng của hai cây mai), sưu tầm bốn tác phẩm kinh điển y học Trung Quốc về thực hành tình dục được bảo tồn một phần trong Ishinpō: Tố nữ kinh; Ngọc phòng bí quyết; Ngọc phòng chi dao; và Đông tuyển tử. Được xuất bản lần đầu vào năm 1907, tuyển tập của Diệp gây "phẫn nộ" công chúng Trung Quốc, mặc dù sau đó nó được Joseph Needham mô tả vào những năm 1950 là "bộ sưu tập tình dục học lớn nhất Trung Quốc".
Diệp Đức Huy là một trong những nhà sưu tầm sách viết nhiều tác phẩm và bản thảo quý hiếm nhiều nhất ở Trung Quốc. Năm 1910, ông xuất bản sách hướng dẫn sưu tầm sách và năm 1915, ông phát hành danh mục gồm 350.000 tập lẻ trong bộ sưu tập cá nhân của mình. Ông thỉnh thoảng thử sức ở lĩnh vực văn xuôi và thơ ca. Sau khi ông qua đời, một bộ sưu tập "cuối cùng" các tác phẩm của Diệp Đức Huy đã được con trai ông công bố vào năm 1935.

## Quan điểm
Trái ngược với những nhà văn cùng thời như Khang Hữu Vi và Lương Khải Siêu, Diệp Đức Huy kịch liệt phản đối chủ nghĩa trí thức phương Tây và cho rằng sự suy tàn của Trung Quốc cận đại là do dân chúng "sai lệch truyền thống". Ông coi Cơ Đốc giáo thấp kém hơn Nho giáo; ông cho là có "rất nhiều điều phi lý" trong Cựu Ước và "tôn giáo của Chúa Giê-su... dọa dẫm khiến mọi người phải quy phục." Năm 1900, ông bị bắt giữ và cầm tù một thời gian ngắn vì tình nghi có liên quan đến Phong trào Nghĩa Hòa Đoàn chống người nước ngoài và chống Cơ Đốc giáo. Cùng với Vương Tiên Nhiễm (王先謙), Diệp Đức Huy là một trong những người phản đối biến pháp duy tân, ủng hộ việc khôi phục lại chế độ quân chủ. Tháng 8 năm 1915, khi Trù An hội khởi xướng thảo luận thay đổi chính thể quốc gia, Diệp Đức Huy đã trở thành hội trưởng phân hội mới thành lập tại Hồ Nam, ủng hộ việc khôi phục đế chế. Ông có 2 tác phẩm truyện ký, trong tác phẩm đầu tiên được đặt tên là "Diệp Hề Viên sự lược" (tiếng Trung: 葉郋園事略; nghĩa đen 'Tóm tắt tiểu sử Diệp Hề Viên') ông đã nói thẳng về chính trị của Trung Hoa Dân Quốc và ám chỉ nhiều điều bất mãn.

## Cái chết
Diệp Đức Huy luôn kiên định với lập trường chống cộng. Khi Hiệp hội Nông dân của Đảng Cộng sản Trung Quốc họp tại Trường Sa vào năm 1927, ông đã soạn câu đối:
| Nguyên văn 農運久長，稻梁菽麥黍稷，一班雜種； 會場廣大，馬牛羊雞犬豬，都是畜生 | Phiên âm Nông vận cửu trường, đạo, lương, thúc, mạch, thử, tắc, nhất ban tạp chủng; Hội trường quảng đại, mã, ngưu, dương, kê, khuyển, trư, đô thị súc sinh | Tạm dịch Vận nhà nông lâu dài, gié, miến, đậu, tẻ, kê, tắc, đều là tạp chủng; Hội trường rộng lớn, ngựa, trâu, dê, gà, chó, lợn, toàn là súc sinh |

cùng với câu viết trên bức hoành "Bân tiêm tạp quý" (斌尖卡愧). Đây là một câu nói theo tiếng địa phương Trường Sa mang nghĩa không văn không võ, không nhỏ không lớn, không trên không dưới, không phải người cũng chẳng phải quỷ. Câu đối này thể hiện bất bình của Diệp Đức Huy với tác phong làm việc giày xéo nhân dân của hiệp hội, và được xem là sự xúc phạm ám chỉ những người cộng sản là "súc sinh" và "tạp chủng".  Đảng Cộng sản Trung Quốc đưa ông ra xét xử vào ngày 1 tháng 4 năm 1927. Mười ngày sau, vào ngày 11 tháng 4 năm 1927, ông cùng một số người khác được coi là phản cách mạng bị hành hình. Đây là một trong những sự kiện gây chấn động toàn quốc thời điểm bấy giờ. Tại phiên bế mạc Hội nghị toàn thể lần thứ 12 của Ban Chấp hành Trung ương khóa VIII Đảng Cộng sản Trung Quốc vào tháng 10 năm 1968, Mao Trạch Đông đã có phát biểu liên quan đến cái chết của Diệp Đức Huy: "Người giữ gìn Khổng Phu Tử, phản đối Khang Hữu Vi này, gọi là Diệp Đức Huy. Về sau Cố Mạnh Dư từng hỏi tôi chuyện này có thực không? Tôi nói là có chuyện này, nhưng tôi không chắc lắm, vì lúc đấy tôi không ở Hồ Nam. Đối với phần tử tri thức lớn này, vốn không nên giết. Lúc đó giết Diệp Đức Huy, tôi cảm thấy không thỏa đáng".

### Trích dẫn
1. 1 2 3  Lưu Chí Thành (1997), tr. 586.
2. ↑  Lâm Chí Hoành (2009), tr. 403.
3. ↑  Trần Hi Viễn & Khâu Bành Sinh (2009), tr. 140.
4. ↑  Thư viện Trung ương Quốc lập (1992), tr. 87.
5. ↑  Trang Binh và đồng nghiệp (2014), tr. 241.
6. 1 2  Sở nghiên cứu văn hiến cổ điển (2008), tr. 344.
7. 1 2 3  Boorman & Howard (1967), tr. 35.
8. 1 2 3  Rocha (2022), tr. 384.
9. ↑  Đỗ Mại Chi & Trương Thừa Tông (1986), tr. 1.
10. ↑  中外雜誌 [Tạp chí trong và ngoài nước] (bằng tiếng Trung). Đài Bắc: Nhà xuất bản Tạp chí Trong và ngoài nước. 1971. tr. 37. ISSN 1016-4162.
11. ↑  Shaffer (2017), tr. 35.
12. 1 2  Đỗ Mại Chi & Trương Thừa Tông (1986), tr. 2.
13. ↑  Vương Bội Lương, Trương Thiến & Tăng Hiến Nam (2019), tr. 340.
14. 1 2 3 4 5  Boorman & Howard (1967), tr. 36.
15. 1 2  Rocha (2022), tr. 385.
16. ↑  Wile (2018), tr. 15.
17. 1 2 3  Boorman & Howard (1967), tr. 37.
18. ↑  Cao (2019), tr. 46.
19. ↑  Đỗ Mại Chi & Trương Thừa Tông (1986), tr. 35.
20. ↑  Lâm Chí Hoành (2009), tr. 164.
21. ↑  Bảo Thiệu Lâm, Hoàng Triệu Cường & Khu Chí Kiên (2015), tr. 217.
22. 1 2  Vương Kiện Dân (2003), tr. 1.
23. ↑  Nhạc Nam (2021), tr. 110.
24. ↑  Lý Minh (2005), tr. 23.
25. ↑  Tả Thuấn Sinh (1970), tr. 3.
26. ↑  Elleman & Kotkin (2015), tr. 5.
27. ↑  Tang & Van den Stock (2021), tr. 151.
28. ↑  Tiếu Y Phi (2015), tr. 2.
29. ↑  Trương Tương Ức, 张湘忆; Tạ Lỗi, 谢磊 (ngày 24 tháng 7 năm 2014). 苏州文人叶德辉：毛泽东曾为他被误杀而鸣不平 [Nhà văn Tô Châu Diệp Đức Huy: Mao Trạch Đông từng bất bình vì việc ông bị giết lầm]. Nhân Dân nhật báo (bằng tiếng Trung). Truy cập ngày 16 tháng 5 năm 2023.